# Green-Films
Biuro Kinematograficzne Green-Films – wytwórnia filmowa założona w Warszawie na początku lat 30. XX wieku przez Józefa Greena. Specjalizowała się w filmach w języku jidysz.

## Produkcje
- 1938: Mateczka
- 1938: List do matki
- 1937: Błazen purymowy
- 1936: Judel gra na skrzypcach